# Baralho espanhol

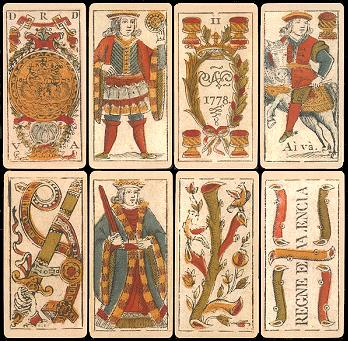
Baralho de Valencia, 1778.

O baralho espanhol consiste em um maço de 40 ou 48 cartas, classificados em 4 "naipes" e numerados de 1 a 12 (no de 40 cartas, faltam o 8 e o 9). Certos maços incluem a mais 2 curingas ou "comodines". As figuras do baralho espanhol correspondem aos números 10, 11 e 12, e são chamados sota (mais conhecido como valete), cavalo e veia respectivamente. No baralho francês, correspondem ao valete, dama e rei, respectivamente.
Os quatro naipes são: ouros, espadas, copas e bastos. Para certos jogos se dividem em naipes curtos (ouros e copas) e largos (bastos e espadas), como nos jogos hombre e tresillo.

## La pinta
A caixa que cerca a figura tem um sinal para distinguir o naipe de que se trata, de uma forma discreta: as copas uma interrupção, as espadas duas, os bastos três e os ouros, nenhuma. Este sinal se chama la pinta e saiu da expressão "o conheci pela pinta". No baralho francês, a convenção equivalente são as figuras pequenas que há debaixo do número.